# Moses Kekuaiwa
Titres
Héritier présomptif du trône d'Hawaï
1er février 1842 – 24 novembre 1848
(6 ans, 9 mois et 23 jours)
Héritier présomptif du trône d'Hawaï
1839 – 14 janvier 1842
(3 ans et 13 jours)
Héritier présomptif du trône d'Hawaï
15 décembre 1835 – 1839
(3 ans et 17 jours)
Moses Kekuaiwa, né le 20 juillet 1829 à Honolulu (Hawaï) où il est mort le 24 novembre 1848, est un prince royal hawaïen, second fils de la régente Kinau et de son époux le gouverneur Mataio Kekūanāoa, il est le neveu et l'héritier du roi Kamehameha III et le frère des rois Kamehameha IV et Kamehameha V.

## Biographie

### Naissance et famille
Kekuaiwa est né le 20 juillet 1829 à Honolulu. Il a été nommé Kekuaiwa en hommage à sa défunte tante maternelle la reine Kamāmalu, également connue sous le nom de Kamehamalu Kekūāiwaokalani.
Il est le deuxième fils de Mataio Kekūanāoa et d'Elisabeta Kinau, alors régente du royaume, et donc un petit-fils du roi Kamehameha Ier. Sa grand-mère maternelle, Kalākua Kaheiheimālie était l'une des épouses de Kamehameha Ier , elle était aussi la sœur cadette de la reine Kaʻahumanu, l'épouse préférée du roi, qui a co-gouverné en tant que Kuhina Nui avec ses successeurs, dont Kamehameha II à partir de 1819.
Kekuaiwa avait plusieurs frères et sœurs dont Ruth Keelikolani (1826-1883), David Kamehameha (1828-1835), Lot Kapuāiwa (1830-1872), Bernice Pauahi (1831-1884), Alexander Liholiho (1834-1863) et Victoria Kamāmalu (1838-1866).

### Éducation
Kekuaiwa avait dix ans en 1838 lorsque son oncle, le roi Kamehameha III, le plaça à l'école des enfants des princes, l'école exclusive pour les enfants éligibles à la Chambre des nobles. En tant que neveu du roi, il est choisi par ce dernier comme héritier potentiel.
En avril 1839, il fut nommé gouverneur de Kaui s'y rendit pour assumer le poste. Mais finalement, son arrivée fut retardée jusqu'à ce qu'il atteigne la majorité, ce qui n'arriva jamais. De son vivant, on l'appelait ainsi le « futur gouverneur de Kauai ».
Selon certains, Kekuaiwa, après son départ de l'école des princes, a rassemblé une compagnie de jeunes hommes hawaïens et les a entraînés au combat militaire dans le district de Koolau à Oahu. L'explication était qu'il prévoyait de mener un voyage à Tahiti, mais on soupçonnait également qu'il envisageait de s'emparer du trône d'Hawaï par la force.

### Fiançailles
Kekuaiwa, en tant que mâle aîné de sa génération et descendant linéaire de Kamehameha Ier, devait épouser une haute princesse de rang pour assurer la succession de la lignée royale. Il était à l'origine fiancé à sa camarade de classe, Jane Loeau, la plus âgée des étudiantes de l'école royale. Finalement, en 1848, Kekuaiwa est fiancé à la princesse tahitienne Ninito Teraiapo, demi-sœur de la reine de Tahiti Pōmare IV, afin de renforcer les liens entre les monarchies tahitienne et hawaïenne. Elle a mis les voiles pour Hawaï en 1848 mais est arrivée à Honolulu après la mort du prince.

### Décès
Kekuaiwa est décédé le 24 novembre 1848 à Honolulu lors d'une épidémie de rougeole. Il avait 19 ans et était célibataire et sans enfant. Son service funèbre a eu lieu le 30 décembre 1848, avec la présence de sa fiancée la princesse Ninito. Initialement enterré dans le vieux mausolée, ses restes ont été transportés avec ceux de son père et d'autres membres de la famille royale dans une procession aux flambeaux de minuit le 30 octobre 1865, au mausolée royal nouvellement construit.